# R.D. 30
Lo R.D. 30 è stata una nave dragamine della Regia Marina rimasta in servizio dal 1919 al 1942.

## Storia
Costruito nel cantiere navale Franco Tosi, la Regia Nave R.D. 30 fu impostata il 16 marzo 1918, varata il 22 ottobre dello stesso anno ed entrò in servizio nella Regia Marina il 21 febbraio 1919, a prima guerra mondiale terminata.   L'unità era lunga 36,5 metri, larga 5,8 m, aveva un pescaggio di 2 m e un dislocamento di 200 tonnellate. Dotato di una velocità di 13-14 nodi, era armata con un cannone da 76/40 mm e due mitragliatrici da 6,5 mm.  L’equipaggio era composto da 21 uomini. Lo R.D. 30 si trovava nella base navale di Taranto nella notte tra l'11 e il 12 novembre 1940 (ormeggiata in Mar Piccolo), quando avvenne l'attacco degli aerosiluranti Fairey Swordfish britannici che affondarono la nave da battaglia Conte di Cavour e danneggiarono gravemente le navi da battaglia Littorio e Caio Duilio; non fu però coinvolta nell'attacco.
Sul finire del 1942 lo R.D. 30, fu dislocato in Tunisia durante la riorganizzazione delle forze italo-tedesche in Africa Settentrionale, conseguente alla ritirata dalla Libia oramai in procinto di essere conquistata dagli inglesi.
Il 26 dicembre 1942 il dragamine R.D .30 fu colpito da schegge di una bomba durante un bombardamento aereo angloamericano sul porto di Biserta. Le schegge perforarono lo scafo rendendo inutilizzabile la caldaia. Nel tentativo di salvare la nave essa fu portata su bassi fondali, ma affondò nelle acque del porto, capovolgendosi, alle 13:30 mentre era in corso il tentativo. Non vi furono perdite tra il gli uomini del suo equipaggio.